# Магелланова хмара (роман)
«Магелланова хмара» (пол. Obłok Magellana) — науково-фантастичний роман польського письменника Станіслава Лема. 1954 року в тижневику «Przekrój» публікувалися уривки з роману, наступного року він вийшов повністю у видавництві «Iskry».

## Зміст
Дія роману відбувається у XXXII столітті. На Землі втілено в життя ідеали комунізму, внаслідок чого суспільство, що звільнилося від забобонів, іде шляхом науково-технічного та культурного прогресу. Зміни зазнав навіть клімат Землі: головний герой народився у Гренландії, «неподалік Полярного кола, у тій частині острова, де тропічний клімат змінюється помірним, а пальмові гаї поступаються місцем високостовбурним листяним лісам».
Однак освоєння космосу поки що можливе тільки в межах Сонячної системи, оскільки вченим не вдається досягти швидкості, потрібної для коротких міжзоряних перельотів. Але, з появою нових технологій, стає можливим політ і повернення протягом одного людського життя. Починається підготовка до першої експедиції — на Альфу Центавра. Головний герой ще змалку мріє про участь у польотах. Завдяки своїй цілеспрямованості він опановує кібернетику та зореплавання, здобуває диплом медика, а також перемагає у змаганні з марафону на Олімпійських іграх. У результаті він потрапляє до складу екіпажу космічного корабля «Гея» з 227 осіб.
3114 року відбувся запуск «Геї» до Альфи Центавра. На борту корабля виникають різноманітні труднощі: від появи людини, що випадково потрапила на борт, до загальної депресії екіпажу. Спеціалісти шукають різні шляхи виходу зі складних ситуацій, намагаючись урізноманітнити життя людей. Біля Проксими Центавра «Гея» випадково натрапляє на бойову космічну станцію з далекого минулого. Вона перебувала на орбіті Землі у часи протистояння двох політичних блоків на Землі (в них можна розпізнати Організацію Варшавського договору та НАТО) і несла ядерну зброю, але випадково зійшла з орбіти і за більш ніж тисячу років досягла Проксими Центавра. Екіпаж «Геї» підриває бойову станцію, щоб знищити виявлені на ній запаси ядерної та бактеріологічної зброї.
До «Геї» надходить сигнал від однієї з планет системи Альфи Центавра. Екіпаж «Геї» добирається до цієї планети і намагається встановити зв'язок з її населенням. Усі сигнали залишаються без відповіді, а при спробі висадки на планету десантні ракети несподівано зазнають атаки, внаслідок якої гинуть десять астронавтів. Проте екіпаж «Геї» не поспішає завдавати удару у відповідь, і зореліт віддаляється від планети. На екстреній нараді екіпажу висунуто припущення, що жителі планети помилково прийняли мирну висадку за агресію, тож треба й далі пробувати встановити контакт. Головний герой з напарником вирушає на один із найближчих астероїдів, щоб побудувати проміжну космічну базу. Внаслідок метеорного дощу вони втрачають зв'язок з «Геєю», і при спробі його поновити напарник дістає смертельну дозу радіації. Не маючи зв'язку, головний герой бреше приреченому вмерти, що контакт налагоджено і виявлено високорозвинену дружню цивілізацію. Роман закінчується лагодженням зв'язку і повідомленням «Геї» про встановлення контакту з цивілізацією Альфи Центавра. Головний герой поспішає повідомити, що він не брехав, але напарник уже помер.

## Екранізація
1963 року за мотивами роману у Чехословаччині був знятий фільм «Ікарія XB 1» (чеськ. Ikarie XB 1) режисера Індржіха Полака.

## Ставлення автора
1954 року у журналі «Przekrój» опубліковано уривки «Магелланової хмари», а також автопародію на цей роман — невеличке оповідання «Біля мегаломана» ((пол. «Obok megalomana». Згодом Лем дуже критично ставився до цього свого раннього роману: «„Магелланову хмару“ я вважаю доволі слабким твором, особливо в сенсі мови… Я тоді перебував під сильним впливом Рільке, хоч моя стилістика і доводилася десятою водою на киселі цьому поетові. Якщо це ще й накласти на пересолоджену фабулу, отримаємо екстракт соцреалістичних часів».
Одним із наслідків такого ставлення була заборона перекладу іншими мовами. Зокрема, Лем заборонив перекладати «Магелланову хмару» японською мовою, подавши таке обґрунтування: «Японія не знала комуністичного режиму, і якщо мій роман прихилить до комунізму хоча б одного-єдиного японця, то мені судитиметься горіти в пеклі».